# John Salew
John Salew (1902 - 14 de septiembre de 1961) fue un actor teatral, cinematográfico y televisivo inglés.

## Biografía
Su nombre completo era John Rylett Salew, y nació en Portsmouth, Inglaterra.
Salew pasó del teatro al cine en 1939 y, según AllMovie, "la escasez de mano de obra durante la Segunda Guerra Mundial facilitó a Salew, calvo y corpulento, desempeñar papeles que de otro modo no le hubieran caído en suerte. Usualmente encarnó a personajes de aspecto sospechoso, a menudo de origen alemán". 
Entre sus papeles se incluye el de William Shakespeare en la fantasía cómica Time Flies (1944), Grimstone en el melodrama gótico Uncle Silas (1947), el librero en el thriller Night of the Demon (1957), y el coronel Wentzel en el episodio "The Shrew", perteneciente a la serie televisiva The Adventures of William Tell (1958). Salew fue un activo intérprete televisivo, llevando a cabo papeles como actor de carácter con una trayectoria similar a la que John McGiver desempeñaba en los Estados Unidos.
John Salew falleció en Hammersmith, Londres, en 1961, a causa de un infarto agudo de miocardio.

## Filmografía (selección)
- 1938 : It's in the Air
- 1939 : Dead Men are Dangerous
- 1939 : The Silent Battle
- 1940 : The Chinese Bungalow
- 1940 : Pastor Hall
- 1940 : A Window in London
- 1940 : El ladrón de Bagdad
- 1940 : Neutral Port
- 1940 : Sailors Don't Care
- 1941 : The Farmer's Wife
- 1941 : Inspector Hornleigh Goes To It
- 1941 : Turned Out Nice Again
- 1941 : Once a Crook
- 1941 : Atlantic Ferry
- 1942 : Back-Room Boy
- 1942 : Perdido un avión
- 1942 : Suspected Person
- 1942 : The Day Will Dawn
- 1942 : The Young Mr. Pitt
- 1942 : Secret Mission
- 1943 : Squadron Leader X
- 1943 : Tomorrow We Live
- 1943 : We Dive at Dawn
- 1943 : The Bells Go Down
- 1943 : Warn That Man
- 1943 : The Saint Meets the Tiger
- 1943 : Millions Like Us
- 1943 : The Adventures of Tartu
- 1943 : The Night Invader
- 1944 : The Hundred Pound Window
- 1944 : Tawny Pipit
- 1944 : Time Flies
- 1944 : The Way Ahead
- 1944 : Give Us the Moon
- 1944 : Don't Take It to Heart
- 1944 : Candles at Nine
- 1945 : Murder in Reverse
- 1945 : The Rake's Progress
- 1946 : Caravan
- 1946 : Beware of Pity
- 1946 : Wanted for Murder
- 1946 : I See a Dark Stranger
- 1946 : Bedelia
- 1946 : A Girl in a Million
- 1947 : Meet Me at Dawn
- 1947 : The Life and Adventures of Nicholas Nickleby
- 1947 : Dancing with Crime
- 1947 : The October Man
- 1947 : Uncle Silas
- 1947 : It Always Rains on Sunday
- 1948 : Anna Karenina
- 1948 : My Brother Jonathan
- 1948 : Counterblast
- 1948 : Bond Street
- 1948 : London Belongs to Me
- 1948 : Noose
- 1948 : Quartet
- 1948 : It's Hard to Be Good
- 1948 : Brass Monkey
- 1949 : Marry Me
- 1949 : All Over the Town
- 1949 : Cardboard Cavalier
- 1949 : The Bad Lord Byron
- 1949 : For Them That Trespass
- 1949 : Ocho sentencias de muerte
- 1949 : No Way Back
- 1949 : Don't Ever Leave Me
- 1949 : Diamond City
- 1949 : The Spider and the Fly
- 1950 : The Twenty Questions Murder Mystery
- 1950 : The Blue Lamp
- 1950 : The Astonished Heart
- 1951 : Oro en barras
- 1951 : No Highway in the Sky
- 1951 : Hotel Sahara
- 1951 : Mystery Junction
- 1951 : Green Grow the Rushes
- 1951 : Night Was Our Friend
- 1952 : His Excellency
- 1952 : The Happy Family
- 1953 : Street Corner
- 1953 : Stryker of the Yard
- 1954 : Face the Music
- 1954 : Father Brown
- 1954 : Duel in the Jungle
- 1954 : Lease of Life
- 1955 : Three Cases of Murder
- 1956 : Wicked as They Come
- 1956 : It's Great to Be Young
- 1957 : The Good Companions
- 1957 : Night of the Demon
- 1958 : The Gypsy and the Gentleman
- 1958 : Tread Softly Stranger
- 1959 : Left Right and Centre
- 1959 : The Heart of a Man
- 1959 : Alive and Kicking
- 1960 : The Shakedown
- 1960 : Too Hot to Handle
- 1960 : The Impersonator
- 1961 : Three on a Spree
- 1961 : The Never Never Murder